# Overdrive (album)
Pour les articles homonymes, voir overdrive.
Albums de Katerine Avgoustakis
Katerine
(2005)
Overdrive est le deuxième album de Katerine Avgoustakis, paru en 2008. Il est sorti le 1er décembre 2008  en Belgique.

## Liste des chansons
| No  | Titre                                       | Durée |
| --- | ------------------------------------------- | ----- |
| 1.  | Upon The Catwalk                            | 03:12 |
| 2.  | Treat Me Like A Lady                        | 03:39 |
| 3.  | Shut Your Mouth                             | 03:12 |
| 4.  | Now I Know You                              | 03:19 |
| 5.  | Ultrasonic                                  | 03:16 |
| 6.  | No Strings Attached                         | 03:13 |
| 7.  | Burn It Down                                | 03:46 |
| 8.  | Some Boys Some Guys                         | 03:23 |
| 9.  | Loose My Mind                               | 03:21 |
| 10. | He's Not Like You                           | 03:38 |
| 11. | Lazy Sunday                                 | 03:50 |
| 12. | Don't Put It On Me                          | 02:59 |
| 13. | Live Wire                                   | 03:20 |
| 14. | Time To Make A Change                       | 03:49 |
| 15. | Regi & Katerine - Back/Off (FTW Radio Edit) | 03:31 |
| 16. | Shut Your Mouth (Daniel Bovie Radio Edit)   | 03:30 |
| 17. | Ultrasonic (FTW Radio Edit)                 | 03:34 |